# Vers holorimes
Des vers holorimes ou olorimes sont des vers entièrement homophones ; c'est-à-dire que la rime est constituée par la totalité du vers, et non pas seulement par une ou plusieurs syllabes identiques à la fin des vers comme dans la rime « classique ».
Cette figure de style est ancienne, mais le premier sonnet recensé entièrement constitué d'holorimes est l'œuvre de Jean Goudezki (1866-1934). Daté de 1892 et dédié à Alphonse Allais, il s'intitule Invitation et a été écrit au célèbre cabaret du Chat noir à Paris.

## Exemples

### Invitation, de Jean Goudezki
Je t'attends samedi, car Alphonse Allais, car

À l'ombre, à Vaux, l'on gèle. Arrive. Oh ! la campagne !

Allons — bravo ! — longer la rive au lac, en pagne ;

Jette à temps, ça me dit, carafons à l'écart.

Laisse aussi sombrer tes déboires, et dépêche !

L'attrait (puis, sens !) : une omelette au lard nous rit,

Lait, saucisse, ombre, thé des poires et des pêches,

Là, très puissant, un homme l'est tôt. L'art nourrit.

Et, le verre à la main, — t'es-tu décidé ? Roule

Elle verra, là mainte étude s'y déroule,

Ta muse étudiera les bêtes ou les gens !

Comme aux dieux devisant, Hébé (c'est ma compagne)…

Commode, yeux de vice hantés, baissés, m'accompagne…

Amusé tu diras : « L'Hébé te soûle, hé ! Jean ! »
— Jean Goudezki

### Autres exemples

#### Alphonse Allais
« Par les bois du Djinn, où s'entasse de l'effroi,

Parle et bois du gin !… ou cent tasses de lait froid. »

— (Alphonse Allais)

« Aidé, j'adhère au quai ; lâche et rond je m'ébats.

Et déjà, des roquets lâchés rongent mes bas. »

— (Alphonse Allais)

« Ah ! Vois au pont du Loing, de là, vogue en mer, Dante !

Hâve oiseau, pondu loin de la vogue ennuyeuse. »

— (Alphonse Allais)

#### Victor Hugo
« Et ma blême araignée, ogre illogique et las

Aimable, aime à régner, au gris logis qu'elle a. »

— (Victor Hugo)

« Ô, fragiles Hébreux ! Allez, Rebecca, tombe !

Offre à Gilles zèbre, œufs. À l'Érèbe hécatombe ! »

— (Victor Hugo)

#### Marc Monnier
« (La reine dit à Gall : "Beau moine rose et gras,

Jusqu'où peux-tu marcher, me tenant dans tes bras ?")

Gall, amant de la reine, alla, tour magnanime,

Galamment de l'arène à la tour Magne, à Nîmes. »

— (Marc Monnier,)

« Laurent Pichat, virant (coup hardi), bat Empis ;

Lors Empis, chavirant, couard, dit : Bah ! Tant pis ! »

— (Marc Monnier)

#### Charles Cros
« Dans ces meubles laqués, rideaux et dais moroses,

Où, dure, Ève d'efforts sa langue irrite (erreur !)

Ou du rêve des forts alanguis rit (terreur !)

Danse, aime, bleu laquais, ris d'oser des mots roses. »

— (Charles Cros, Le Coffret de santal, 1873)

#### Luc Étienne
« Danse, prélat ! L'abbé t'apprit l'air en plain-chant !

Dans ce pré-là, la bête a pris l'air en pleins champs. »

— (Luc Étienne)

#### Lucienne Desnoues
« Ah ! ce qu'on sert de faux ré

A ce concert de Fauré »

— (Lucienne Desnoues)

#### Lucien Reymond
« Dans cet antre, lassés de gêner au palais,

Dansaient, entrelacés, deux généraux pas laids. »

— (Lucien Reymond)

« Au Café de la Paix, Grand-Père, il se fait tard.

Oh ! Qu'a fait de la pègre en péril, ce fêtard ? »

— (Lucien Reymond)

« Dans ton site sévère assistant sa prestance,

Danton cite ces vers, assis, stance après stance. »

— (Lucien Reymond)

« Ah ! L'Iran maudit vint à l'heure et rêve ailé

À lire en mots divins, t'a le « Vrai » révélé

Comment déjà, d'Islam à La Mecque fidèle

Commandait jadis l'âme, Allah, mais que fit d'elle ?

Ainsi, tentait de voir en versets te citer,

Insistant, tes devoirs envers cette cité

Làs, c'est écrit cent fois, le regard d'Allah perce.

Lassé des cris sans foi, l'heureux garda la Perse.

Cher, cher athée errant, seul, ivre d'aise irai.

Chercher à Téhéran ce livre désiré.

Ah ! Par une aide à l'âme est, dit-on, le message

Apparu, né d'Allah. Méditons-le, mes sages. »

— (Lucien Reymond)

#### Jacques Prévert
« Dans ces bois automnaux, graves et romantiques,

Danse et bois aux tonneaux, graves et rhums antiques. »

— (Jacques Prévert)

#### David P. Massot
« À Lesbos, à Tyr, l'évangile est appris.

Ah ! Laisse, beau satyre, l'Ève en gilet t'a pris. »

— (David P. Massot)

#### Louise de Vilmorin
« Elle sort, là-bas, des menthes,

La belle Ève à l'âme hantée.

Et le sort l'abat, démente...

L'abbé laid va lamenter. »

— (Louise de Vilmorin)

« L'âme est moirée par mille émois, sans torts.

La mémoire est parmi les mois, centaure. »

— (Louise de Vilmorin)
Comme beaucoup de ces formes fondées sur des contraintes extrêmes, les poèmes composés d'holorimes tiennent en général plus de la prouesse que de la littérature. Louise de Vilmorin pourtant, dans son recueil L'Alphabet des aveux, parvint à la synthèse du jeu et de l'émotion, :

« Étonnamment monotone et lasse

Est ton âme en mon automne, hélas ! »

#### Philippe Geluck
« Ma femme

M'affame. »

— (Philippe Geluck)

#### Dominique Massaut
« L'aubépine dort sale dès qu'on descend dans

l'aube, épine dorsale des condescendants. »

— (Dominique Massaut)

#### Jean Cocteau
« Mes mensonges c'est vérité, même en songe, sévérité »

— (Jean Cocteau[réf. nécessaire])

#### Philippe Pratx
« Il pensait, nostalgique, au grand Kubilaï Khan,

Puis, vers le ciel tragique, il leva les yeux, quand

Il eut lu La Danse des peaux-rouges, et de l’île

Il ulula, dans ce dépôt, Rouget de Lisle… »

— Philippe Pratx, Karmina Vltima, Le Coudrier, 2021

« L’engoulevent, époux vanté des truies célestes,

Vole et crie au-dessus de la langue de terre…
Langue où le vent épouvanté détruit ces lestes

Dentelles de vieux stucs jonchant le cimetière. »

— Philippe Pratx, Ὅλοι, Le Coudrier, 2023

#### Marc Hillman
« Le plaisir des culs plaît,
Le plaisir décuplé. »

— (Marc Hillman)

### Dans le rap

#### Nekfeu
Des vers holorimes sont également présents dans le rap français, notamment chez Nekfeu :

« Aventurier de l'inconnu, avant tu riais de l'inconnu »

— (Nekfeu), « Avant tu riais », Cyborg

« D'où sors-tu? Ta douceur tue »

— (Nekfeu), « Saturne », Cyborg

« Jeux vidéo et débats / Je vis des hauts et des bas. »

— (Nekfeu), « Jeux vidéo et débats », Les Étoiles vagabondes